# Ibalonius umbonatus
Ibalonius umbonatus is een hooiwagen uit de familie Podoctidae. De originele naamcombinatie (protoniem) is Kalingus umbonatus  Roewer, 1927. En volgende naamrecombinatie werd gepubliceerd als Ibalonius umbonatus (Roewer, 1927) in Suzuki, 1977.